# Société d'encouragement de l'escrime
Pour les articles homonymes, voir Société d'encouragement.
La Société d'encouragement de l'escrime, ancêtre de la Fédération française d'escrime (FFE) est fondée en 1882 par Henry Hébrard de Villeneuve, élève de  Jean-Baptiste Mimiague et membre du Comité international olympique (CIO) à partir de 1900.

## Historique
Discipline séculaire enseignée par des maîtres d'armes l’escrime connaît un fort regain dans la seconde partie du XIXe siècle avec la création en 1852 de l’École de gymnastique et d’escrime de Joinville. Une Société d’encouragement à l’escrime est créée en 1882 et elle est reconnue d’utilité publique le 12 octobre 1891.
Le premier tournoi d’escrime moderne, gagné par un officier de cavalerie, a lieu à Paris le 15 janvier 1893  et les premiers  Championnats de France d'escrime, limités au seul fleuret, ont lieu en 1897. 
L'activité de la Société d'encouragement de l'escrime perdure jusqu'à la Grande guerre. Elle fusionne par la suite avec la Fédération nationale d'escrime, créée en 1906, pour devenir la Fédération nationale des sociétés d'escrime et salles d'armes de France, puis la Fédération française d’escrime.

## Disciplines
L'escrime est pratiquée avec trois armes utilisées individuellement ou en équipes par les hommes et par les femmes :
- Le fleuret, remporté par Eugène-Henri Gravelotte devant Henri Callot et le sabre masculin sont retenus pour les premiers jeux olympiques d’Athènes en 1896 ;
- L’épée apparaît qu’aux jeux olympiques de Paris en 1900. Les épreuves d'escrime, organisées par la Société d'encouragement de l'escrime sur le Champ de mars et aux Tuileries regroupent 365 tireurs dont 260 français. Ce sont cependant avec les épreuves d'athlétisme celles qui réunissent le plus grand nombre d'athlètes étrangers. La France ne laisse échapper que la première place à l’épée individuelle et le sabre des maîtres d’armes qui revient aux Italiens.

Les épreuves par équipes font leur apparition aux jeux olympiques de Saint-Louis en 1904. La France ne paraît pas au palmarès.